# Jodis niveovenata
Jodis niveovenata là một loài bướm đêm trong họ Geometridae.